# Juicio usual
El juicio usual es un modo de escrutinio inventado por Adrien Fabre, investigador francés en economía, en 2019. Es un método de la mejor mediana: un sistema de voto por valores que se distingue por la determinación del ganador por la mediana antes que la media.
Como el juicio mayoritario en el que está inspirado, el juicio usual utiliza apreciaciones verbales − por ejemplo : Excelente, Muy Bien, Bien, Bastante Bien, Regular, Insuficiente, A Rechazar −   antes que numéricas para evaluar los candidatos o opciones. El juicio usual utiliza no obstante un método más fiable para desempatar las igualdades entre candidatos.

## Presentación
El elector atribuye a cada candidato una mención verbal entre una escalera común, del tipo : 
|             | Excelente | Muy bien | Bien | Bastante bien | Regular | Insuficiente | A rechazar |
| ----------- | --------- | -------- | ---- | ------------- | ------- | ------------ | ---------- |
| Candidato A |           |          |      |               |         | X            |            |
| Candidato B |           | X        |      |               |         |              |            |
| Candidato C |           |          |      |               |         | X            |            |
| Candidato D |           |          |      | X             |         |              |            |

Un elector puede dar la misma mención a varios candidatos. Los candidatos no evaluados reciben la mención « A rechazar. ».
Al recuento, se totaliza para cada candidato las apreciaciones recibidas y se presenta la parte que cada apreciación representa en los votos expresados. Es su « perfil de mérito » : 
| Candidato | Excelente | Muy Bien | Bien    | Bastante Bien | Regular | Insuficiente | A Rechazar | TOTAL |
| --------- | --------- | -------- | ------- | ------------- | ------- | ------------ | ---------- | ----- |
| A         | 2,10 %    | 15,32 %  | 21,28 % | 19,71 %       | 9,12 %  | 17,63 %      | 14,84 %    | 100 % |
| B         | 2,22 %    | 17,05 %  | 18,51 % | 12,95 %       | 13,42 % | 11,58 %      | 24,27 %    | 100 % |
| C         | 1,00 %    | 9,00 %   | 10,00 % | 15,00 %       | 15,00 % | 25,00 %      | 25,00 %    | 100 % |

Se presenta graficamente en forma de un histograma acumulativo cuyo total corresponde a 100 % de las voces expresadas : 
|  | ↓ | Punto médian |

|  |  |  |  |  |  |  |

|  |  |  |  |  |  |  |

|  |  |  |  |  |  |  |

Se determina para cada candidato su « mención mayoritaria » :  es la única mención que obtiene la mayoría absoluta de los electores contra toda mención inferior, y la mayoría absoluta o la igualdad contra toda mención superior. En práctico, cuando el número de electores es impar de la forma 2N+1, la mención mayoritaria es la mención atribuida por el elector N+1, y cuando el número de electores es par de la forma 2N, la mención mayoritaria es la mención atribuida por el elector N.
Este modo de selección significa que la mayoría absoluta (estrictamente más de 50 %) de los electores juzgan que un candidato merece al menos su mención mayoritaria, y que la mitad o más (50% o más) de los electores juzgan que merece al más su mención mayoritaria, lo que parece a la noción de mediana. 
El candidato electo es el quien obtiene la mejor mención mayoritaria. 

## Fórmula de desempate
Cuando varios candidatos obtienen la misma mención mayoritaria, una fórmula de desempate  debe estar aplicada. Es esta fórmula que distingue el juicio usual de los demás métodos de la mejor mediana como el juicio mayoritario.
- La mención mayoritaria de un candidato {\displaystyle c} está anotada{\displaystyle \alpha _{c}}.

- La parte de los partidarios de {\displaystyle c}, anotada {\displaystyle p_{c}} designa la parte de los electores que atribuyen a {\displaystyle c} una evaluación estrictamente superior a su mención mediana {\displaystyle \alpha _{c}}. Por ejemplo, todos los electores que han juzgado un candidato « Excelente », « Muy Bien » o « Bien », mientras que su mención mayoritaria es « Bastante Bien ».

- La parte de los opositores a {\displaystyle c}, anotada {\displaystyle q_{c}} designa la parte de los electores que atribuyen a una {\displaystyle c} nota estrictamente inferior a su mención mediana {\displaystyle \alpha _{c}}. Por ejemplo, todos los electores que han juzgado un candidato « A rechazar », « Insuficiente » o «Regular», mientras que su mención mayoritaria es « Bastante Bien ».

El juicio usual ordena los candidatos según la fórmula : {\displaystyle n_{c}=\alpha _{c}+{\frac {1}{2}}{\frac {p_{c}-q_{c}}{1-p_{c}-q_{c}}}}O sea : « la diferencia entre la parte de partidarios y la parte de opositores, dividida por la parte de electores que han escogido la mención mayoritaria ». 

### Ejemplo
Retomemos el ejemplo utilizado anterior.
| Candidato | Excelente | Muy Bien | Bien    | Bastante Bien | Regular | Insuficiente | A Rechazar | TOTAL |
| --------- | --------- | -------- | ------- | ------------- | ------- | ------------ | ---------- | ----- |
| TIENE     | 2,10 %    | 15,32 %  | 21,28 % | 19,71 %       | 9,12 %  | 17,63 %      | 14,84 %    | 100 % |
| B         | 2,22 %    | 17,05 %  | 18,51 % | 12,95 %       | 13,42 % | 11,58 %      | 24,27 %    | 100 % |
| C         | 1,00 %    | 9,00 %   | 10,00 % | 15,00 %       | 15,00 % | 25,00 %      | 25,00 %    | 100 % |

Los candidatos A y B obtienen todo dos la mención mayoritaria « Bastante Bien ». Después de aplicación de la fórmula, el candidato A obtiene el resultado {\displaystyle n_{A}} : « Bastante Bien -0,073 » y el candidato B el resultado {\displaystyle n_{B}} : « Bastante Bien -0,443 ». 
Ahora bien, −0,073 > -0,443. El candidato A, que tiene el resultado el plus elevado, logra la elección.

### Desempates adicionales
Si la fórmula de desempate anterior no permite  de determinar un único vencedor (caso donde varios candidatos obtienen el mismo resultado), un resultado de desempate complementario debe estar calculado para los candidatos todavía en liza. Para hacerlo, se reemplaza los partidarios y opositores de cada candidato por sus « sucesores ».
Se anota {\displaystyle p_{c}^{n}} la parte de electores que han atribuido una mención superior o igual a {\displaystyle \alpha _{c}+n}, y {\displaystyle q_{c}^{n}} la parte  de electores que han atribuido una mención inferior o igual a{\displaystyle \alpha _{c}-n} .
En el ejemplo anterior, {\displaystyle p_{A}=0,387} ; {\displaystyle p_{A}^{2}=0,1742} ;{\displaystyle p_{A}^{3}=0,021}  ; {\displaystyle p_{A}^{4}=p_{A}^{5}=p_{A}^{6}=0} y {\displaystyle q_{A}=0,4159};    ; {\displaystyle q_{A}^{2}=0,3247} ;{\displaystyle q_{A}^{3}=0,1484} ; {\displaystyle q_{A}^{4}=q_{A}^{5}=q_{A}^{6}=0}.
Se retoma entonces la fórmula reemplazando, para cada candidato, {\displaystyle p_{c}} y {\displaystyle q_{c}} por  {\displaystyle p_{c}^{2}} y {\displaystyle q_{c}^{2}}.
Se recomienza así sucesivamente hasta que un único vencedor esté designado, sustituyendo en la fórmula las partes de los sucesores utilizados ({\displaystyle p_{c}^{n}} y {\displaystyle q_{c}^{n}}) por las partes de sus sucesores respectivos ({\displaystyle p_{c}^{n+1}}y {\displaystyle q_{c}^{n+1}}).
Si después de todas estas etapas una igualdad persiste, entonces se clasifica los candidatos todavía en disputa según el orden lexicográfico de su vector {\displaystyle (-q_{c},p_{c},-q_{c}^{2},p_{c}^{2},-q_{c}^{3},p_{c}^{3},...,-q_{c}^{G-1},p_{c}^{G-1})} donde {\displaystyle G} es el número de menciones que es posible de atribuir (en el ejemplo anterior, {\displaystyle G=7} ). Si esta última comparación no permite designar un único vencedor, es que los candidatos todavía empatados han obtenido exactamente el mismo reparto de votos.

## Propiedades y ventajas
Como modo de escrutinio, el juicio usual reúne ventajas comunes a los métodos de la mejor mediana, y ventajas propias de su fórmula de desempate. 

### Ventajas comunes a los métodos de la mejor mediana
Las menciones verbales son fáciles de entender y tienen un sentido común para todos los electores. No hay de confusión sobre el sentido de un « 5 » o de un « 4 », como encubrió puede ser el caso durante un voto por nota.
El elector puede evaluar cada candidato separadamente y atribuir la misma mención a varios candidatos - diferencia mayor con el escrutinio mayoritario uninominal y el recuento Borda.
Varios candidatos de tendencias similares pueden presentarse sin perjudicarse. No hay de « voto útil ».
El elector puede evaluar con matiz cada candidato, lo que lo distingue del voto aprobatorio, que solo admite dos respuestas.
El uso de la mediana anima la sinceridad del voto en detrimento del voto estratégico. El voto por mención es menos manipulable que el voto por nota.
Hay una sola vuelta de voto.
Los « perfiles de méritos »  dan informaciones muy ricas sobre la popularidad de cada opción en el electorado.
El juicio usual, que pide a los electores de evaluar los candidatos y no de clasificarlos entre ellos, escapa al Paradoja de Arrow. Escapa también a la paradoja de Condorcet, ya que es siempre mide de designar un vencedor. 

#### Similitud de los resultados
A partir de una muestra de 187 pares de candidatos provenientes de sondeos reales, Adrien Fabre ha establecido las observaciones siguientes :
- el juicio usual producto el mismo vencedor que el juicio mayoritario en 97,9 % de los casos.
- el juicio usual producto el mismo vencedor que un cálculo de la media en 97,3 % de los casos.

### Ventajas propias al juicio usual
La fórmula de desempate del juicio usual comporta ventajas con respecto a los otros métodos de la mejor mediana.

#### Mejor integración de las opiniones minoritarias
La fórmula de desempate del juicio usual toma cuenta todas las evaluaciones minoritarias ({\displaystyle p_{c}} y {\displaystyle q_{c}}), mientras que el juicio mayoritario solo considera los plus grandes grupos de electores que no han atribuido la mención mayoritaria al candidato.

#### Menor sensibilidad a la variaciones ínfimas
El juicio usual es menos sensible a las variaciones ínfimas que el juicio mayoritario, el juicio típico y el juicio central. Una pequeña fluctuación en el electorado es menos susceptible de invertir el orden de los vencedores. 
Esta propiedad hecha del juicio usual un modo de escrutinio más robusto frente a las acusaciones de fraude o a las demandas de recuenta de los boletines. Efectivamente, una pequeña diferencia de voto es menos susceptible de modificar la salida del escrutinio, y los candidatos están menos inclinados a impugnar abusivamente los resultados.

#### Continuidad
Frente a las variacoiones de los votos, la función definida por la fórmula del juicio usual es continua. Confrontados a esta misma variación, las funciones del juicio mayoritario, el juicio típico y el juicio central pierden su continuidad.

#### Monotonía
La función definida por la fórmula del juicio usual es monótono. Su sentido de variación no cambia . Todo aumento del número de partidarios {\displaystyle p_{c}} mejorará el resultado del candidato {\displaystyle n_{c}}. Todo aumento del número de opositores {\displaystyle q_{c}} disminuirá el resultado del candidato {\displaystyle n_{c}}. 
Un elector no puede pues desfavorecer su candidato favorito mejorando su evaluación, como encubrió puede ser el caso en otros modos de escrutinio.

## Inconvenientes
La fórmula de desempate de los candidatos puede aparecer bastante complejo a primera vista.
El cálculo de los resultados finales requiere un computador. Sin embargo,  muchas elecciones nacionales ya usan hojas de cálculo y computadores, después la centralización de los resultados de los recintos de voto.